# Kan (Jenissei)
Der Kan (russisch Кан) ist ein 629 km langer, südöstlicher bzw. rechter Nebenfluss des Jenissei in Russland (Asien).

## Verlauf
Der Fluss entspringt im südsibirischen Ostsajan und fließt von dort aus in nördlicher Richtung nach Kansk und danach in westlicher Richtung, um nordöstlich von Krasnojarsk bei Ust-Kan in den Jenissei zu münden.

## Hydrologie
17 km vor der Mündung beträgt der mittlere Abfluss des Kan 293 m³/s. Im März liegt das Monatsmittel bei 39 m³/s, während im Mai im Mittel 811 m³/s erreicht werden.